# Finlandia en los Juegos Olímpicos de Seúl 1988
Finlandia estuvo representada en los Juegos Olímpicos de Seúl 1988 por un total de 78 deportistas que compitieron en 15 deportes.  
El portador de la bandera en la ceremonia de apertura fue el luchador Jouko Salomäki.

## Medallistas
El equipo olímpico finlandés obtuvo las siguientes medallas:
| Nombre        | Deporte            | Competición |
| ------------- | ------------------ | ----------- |
| Oro           |                    |             |
| Tapio Korjus  | Atletismo          | Jabalina M  |
| Plata         |                    |             |
| Harri Koskela | Lucha grecorromana | 90 kg M     |
| Bronce        |                    |             |
| Seppo Räty    | Atletismo          | Jabalina M  |
| Tapio Sipilä  | Lucha grecorromana | 68 kg M     |